# Шаровиптерикс
Шаровиптерикс (лат. Sharovipteryx mirabilis) — вид вымерших планирующих пресмыкающихся из отряда проторозавров, живших во времена триасового периода (ладинский — карнийский века, 242—227 млн лет назад). Один из двух видов в семействе Sharovipterygidae и единственный известный представитель рода Sharovipteryx.
Известен по единственной окаменелости, найденной в урочище Мадыген, Ферганская долина, поэтому предполагается, что он обитал на территории современной Средней Азии. Родовое название дано в честь нашедшего ископаемые остатки палеонтолога Александра Григорьевича Шарова.

## Описание
Был приблизительно 20 см длиной, с очень длинным хвостом, весил примерно 75 граммов. Между задними ногами имелись кожные перепонки, играющие роль парашюта и частично несущей поверхности при прыжках.
Возможно, являлся близким родственником или даже предком птерозавров, хотя это остаётся спорным. В отличие от птерозавров, его основная перепонка для полёта была натянута между его длинными задними конечностями, а не короткими передними. Ещё предполагается, что эта рептилия была четырёхкрылой.

## Изображения

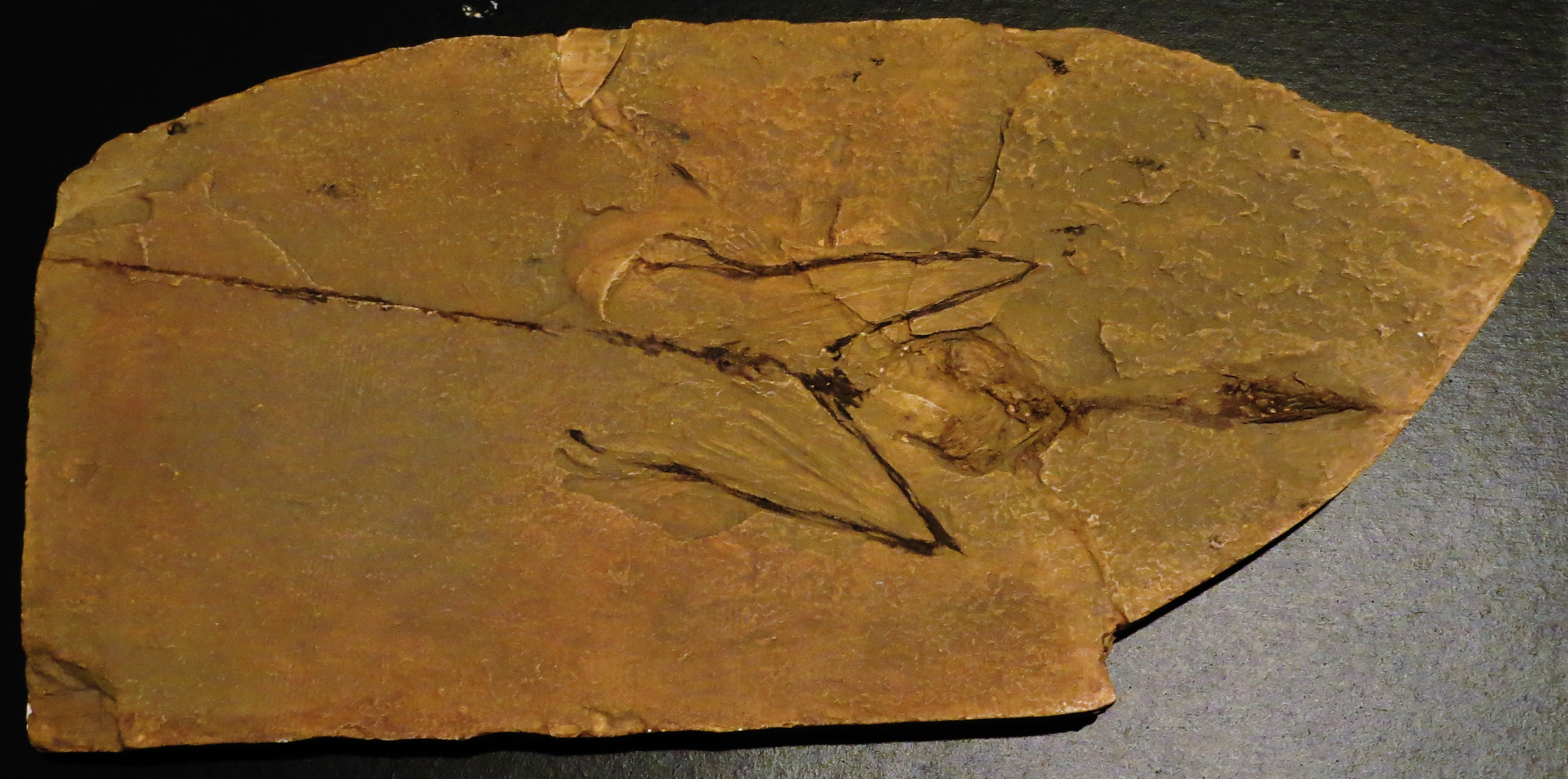
Окаменелость
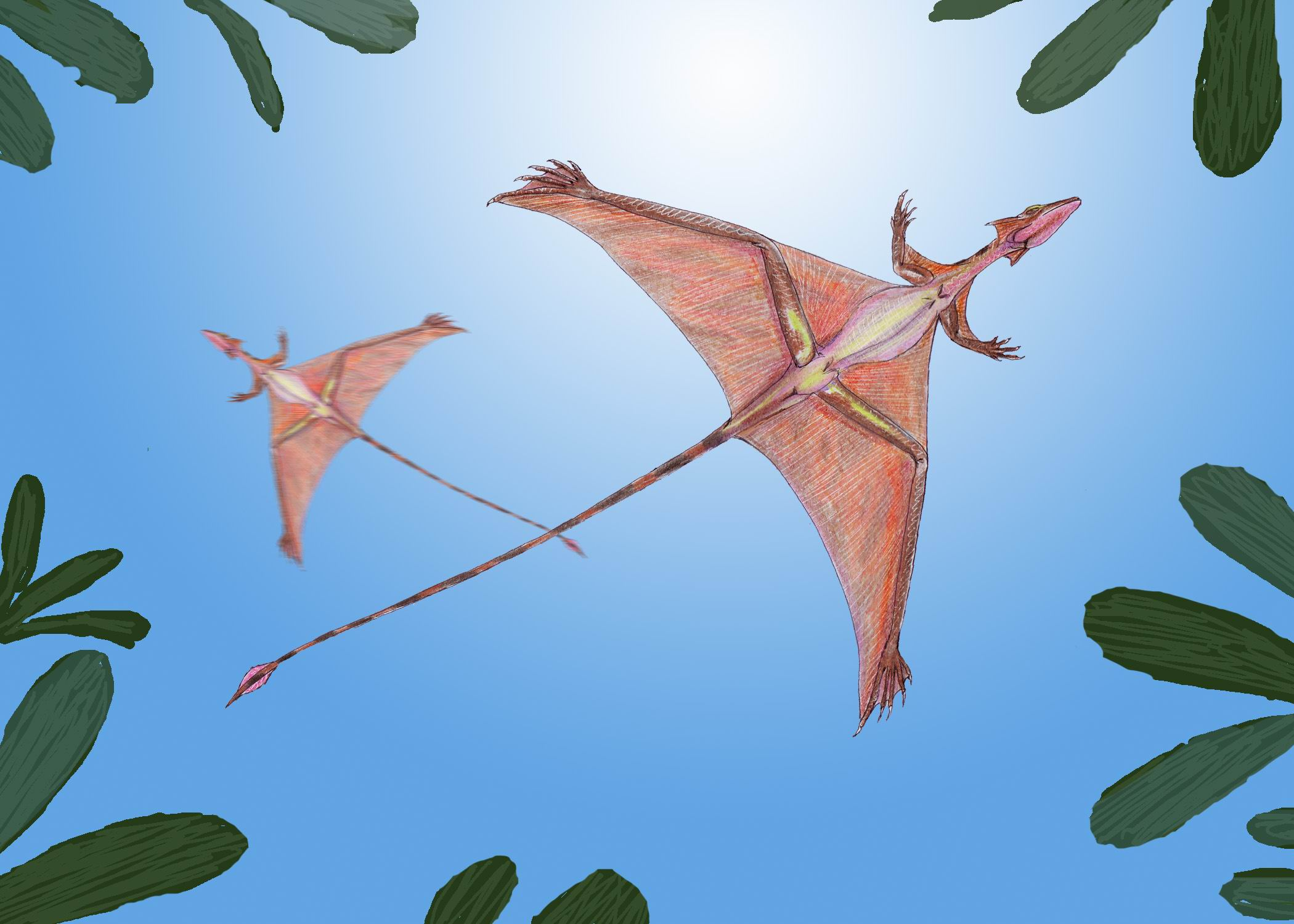
Шаровиптериксы в полёте

## Палеоэкология
Останки были найдены в урочище Мадыген, которое датируется триасовым периодом. Мадыген представлял собой межгорную речную пойму с минерализованными озёрами, старицами и эфемерными водоёмами в периоды разлива. Климат был сезонным аридным. Вероятно, озёра были низкопродуктивными, с малой концентрацией кислорода в воде, благодаря чему на их дне складывались специфические условия, которые препятствовали быстрому разложению мёртвых организмов. В большинстве местонахождений водная фауна, дышащая через жабры, встречается редко (кроме рыб найдены остракоды, десятиногие ракообразные, двустворчатые моллюски и мшанки). Наиболее часто встречающимися жабродышащими организмами были листоногие ракообразные, населявшие временные лужи и мелководные пруды. Особенностью Мадыгена было наличие плавающих печёночников, которые, вероятно, образовывали на мелководьях у берегов своеобразные плавучие «маты», на которых обитали различные беспозвоночные. На основании многочисленных находок акульих зубов в Мадыгене, была выдвинута гипотеза, что взрослые акулы приплывали из более глубоких вод (или из других водоёмов) на нерест на мелководья большого озера либо впадающих в него рек. Здесь они прикрепляли свои яйца к водной растительности. Появляющиеся молодые акулы какое-то время обитали на литорали, питались моллюсками и другой мелкой добычей. Пустые яйцевые капсулы смывались и захоранивались в низкопродуктивных зонах водоёма.
Среди наземных позвоночных, известных из Мадыгена, стоит отметить цинодонта Madysaurus sharovi и, вероятно, планирующую рептилию лонгискваму.